# Ferulago pachyloba
Ferulago pachyloba är en flockblommig växtart som först beskrevs av Edward Fenzl, och fick sitt nu gällande namn av Pierre Edmond Boissier. Ferulago pachyloba ingår i släktet Ferulago och familjen flockblommiga växter. Inga underarter finns listade i Catalogue of Life.